# Datschen-Kooperative „Osero“
Koordinaten: 60° 45′ 26″ N, 30° 5′ 48″ O
Die Datschen-Kooperative „Osero“ (russisch О́зеро ‚See‘, vollständiger Name: russisch дачный потребительский кооператив «Озеро») ist eine mit Wladimir Putins innerem Kreis verbundene Vereinigung, die jedoch inzwischen weit über die gemeinsame Nutzung einer Datschen-Freizeitanlage hinausgeht. Nachdem nahezu alle Mitglieder außergewöhnliche Karrieren gemacht haben, werden diese inzwischen großzügig ausgebauten Anwesen nur noch selten von den Eigentümern genutzt, zumal sich der Lebensmittelpunkt vieler Mitglieder nach Moskau verlagert hat.

## Verkehrsanbindung
Die nächste Bahnhaltestelle der Eisenbahn (Murmanbahn) mit Verbindung nach Sankt Petersburg liegt in 5,5 km entfernt, gleich daneben ist ein Anschluss zur Fernstraße A121 Sortawala. Straße, Anschluss, die Bahn und Haltestelle sind in einem für Russland außergewöhnlich guten Zustand. Der bis 2002 betriebene Militärflugplatz Gromowo (russisch Гро́мово) ist 7,5 km (Straße) entfernt und wird gelegentlich von Privatflugzeugen genutzt. Auf dem Pier am Ufer ist ein Helipad.

## Geschichte
Die Datschen-Kooperative „Osero“ wurde am 10. November 1996 von Wladimir Smirnow (Initiator und Leiter), Wladimir Putin, Wladimir Jakunin, Andrei Fursenko, Sergei Fursenko, Juri Kowaltschuk, Wiktor Mjatschin und Nikolai Schamalow gegründet.
Die Kooperative errichtete ihre Datschen westlich der Siedlung Solowjowka (russisch Соловьёвка), Rajon Prioserski im Oblast Leningrad. Das umgrenzte Gebiet liegt am Südostufer des Komsomolzen-Sees auf der Karelischen Landenge, knapp 100 km Luftlinie NNW von Sankt Petersburg, Russland.
Wladimir Putin kehrte Anfang 1990, vor der offiziellen Gründung der Osero-Kooperative, von seinem KGB-Posten in Dresden (DDR) zurück, trat der Kooperation bei und erwarb ein Grundstück direkt am Ufer des Komsomolzen-Sees. Mehrere seiner Freunde und Kollegen hatten schon oder kauften auch Grundstücke in der unmittelbaren Nähe und bauten Datschen. Am Anfang half man sich gegenseitig beim Bau der damals noch vergleichsweise bescheidenen Freizeitunterkünfte. Putins Datscha brannte 1996 ab und wurde im gleichen Jahr wiederaufgebaut. Es war das Ziel, eine Gated Community zu bilden, die bald über gemeinsame Freizeitaktivitäten hinaus ging. Diese Gemeinschaft eröffnete ein Bankkonto, das den Zahlungsverkehr sämtlicher Kontoinhaber im Einklang mit dem russischen Genossenschaftsgesetz ermöglicht.
Bis 2012 hatten fast alle Mitglieder der Osero-Kooperative Spitzenpositionen in Russlands Regierung und Wirtschaft eingenommen und waren finanziell außergewöhnlich erfolgreich. Nach Putins Übernahme des Präsidentenamtes machten fast alle anderen Mitglieder auch noch bemerkenswerte Karrieren.

## „Osero“-Mitglieder
Die Tabelle enthält das angebliche Nettovermögen oder die jährliche Vergütung.
| „Osero“-Mitglied     | Vollständige oder teilweise Eigentumsverhältnisse ggf. Funktion in der Kooperative (Stand 2014) | Angebliches Nettovermögen oder jährliche Vergütung (Stand 2013) | Bemerkungen |
| -------------------- | --- | --------------------------------------------------------------- | --- |
| Andrei Fursenko      | Zentrum für Strategische Forschung Nordwest (CSR-NW), Minister für Bildung und Wissenschaft (2004–2012), Assistent des Präsidenten der Russischen Föderation (seit 2012), Honorarkonsul von Bangladesch in Sankt Petersburg                                                                      | Unbekannt                                                       | Seit Oktober 2000 ist er Vorsitzender des Akademischen Rates der Stiftung „Zentrum für strategische Forschung Nordwesten“ (CEO ist Datschen-Nachbar Juri Kowaltschuk) |
| Sergei Fursenko      | Lentransgaz Tochtergesellschaft von Gazprom, Gasprom Gas-Motor Fuel, Präsident von National Media Group, Präsident der Rossijski Futbolny Sojus (2010–2012) | Unbekannt                                                       | |
| Juri Kowaltschuk     | Bank Rossiya und ihre Tochtergesellschaften (z. B. Miteigentümer von russisch Национальная Медиа Группа [deutsch „National Media Group“]). „Zentrum für Strategische Forschung Nordwest“, Honorarkonsul von Thailand in Sankt Petersburg.                                                        | Nettovermögen 1,4 Milliarden US-Dollar                          | |
| Wiktor Mjatschin     | Generaldirektor der Bank Rossija (1995–1998 und 1999–2004), seit 2004 CEO der Investment Gesellschaft „Abros“, eine Tochtergesellschaft der Rossija Bank. Diese Investment-Gesellschaft hält 51 % der „Sogaz“ (russisch АО «СОГАЗ»), eine milliardenschwere, internationale Versicherungsgruppe. | Unbekannt                                                       | |
| Wladimir W. Putin    | Präsident der Russischen Föderation | Siehe auch : Putins Privatvermögen                              | Formal ist Putin aus dem „See“ bereits „heraus geschwommen“. Offenbar wird sein Anwesen aber weiterhin großzügig ausgebaut.                                           |
| Nikolai T. Schamalow | Vyborg Shipyard PJSC, Bank Rossija, Gazprombank | 500 Millionen US-Dollar Nettowert                               | Mitbegründer der Datschen-Kooperative «Osero» und Vater von Putins ex-Schwiegersohn Kirill N. Schamalow, der auch auf mysteriöse Art Oligarch wurde.                  |
| Wladimir Smirnow     | Techsnabexport (seit 2002) | Unbekannt                                                       | |
| Wladimir Jakunin     | Stellvertreter des russischen Verkehrsministers Sergej Frank (2000–jetzt), Präsident der Russischen Eisenbahnen RŽD (14. Juni 2005 bis 20. August 2015), gleichzeitig Präsident des Internationalen Eisenbahnverbandes (UIC)                                                                     | Jahreseinkommen 15 Millionen US-Dollar                          | Jakunin ist ein Kollege Putins beim KGB gewesen |

## Sicherheit
Die Firma Rif-Security war für die Bewachung der Anlage zuständig. Das Unternehmen wurde vom mutmaßlichen Chef der der Russischen Mafia zugeordneten Tambow-Bande, Wladimir Barsukow (auch Wladimir Kumarin genannt; russisch Владимир Сергеевич Барсуков (Кумарин)) sowie Wladimir Smirnow und Waleri Ledowskich (russisch Валерий Ледовских) kontrolliert. Der jetzige Boss der Bande, Gennady Petrow, gilt als Freund und Vertrauter Putins.

## Politische Auswirkungen
Einige Beobachter deuten an, dass die Wurzeln von Putins Macht in der Kameradschaft von «Osero» liegen könnten. «Osero» gewann enorm an Gewicht bei der Wiederherstellung der politischen, gesellschaftlichen und wirtschaftlichen Bedeutung der Sankt Petersburger über die Moskowiter in der russischen Gesellschaft.
Die Kooperative «Osero» unterhält ein Bankkonto bei der Leningrad Oblast Bank. Die finanziellen Transaktionen der «Osero» sind nicht bekannt. Laut Gesetz kann jedes Mitglied Geld für seinen eigenen Gebrauch einzahlen und abheben. Karen Dawisha, Direktorin des Havighurst-Zentrums für russische und postsowjetische Studien an der Universität von Miami, kam zu dem Schluss, dass „in Russland eine Kooperationsvereinbarung eine weitere Möglichkeit für Putin ist, Geld nicht direkt zu erhalten und dennoch den Reichtum der Miteigentümer zu genießen“. So wird erklärlich, dass Putin als bescheidener Staatsdiener auftritt und behauptet, keine Reichtümer zu haben. Dennoch hat er Zugriff auf jeglichen Luxus, der angeblich in Staatsbesitz ist oder den „Freunde“ ihm zur Verfügung stellen. In anderen Ländern wäre aber das bereits als illegale Vorteilsnahme strafbar.
Putin. Corruption (russisch Путин. Коррупция), ein unabhängiger Bericht der oppositionellen Partei der Volksfreiheit (russisch Партия народной свободы, ПАРНАС), befasst sich mit der mutmaßlichen Korruption in Wladimir Putins innerem Kreis und enthält ein Kapitel über «Osero».
Insbesondere über Wladimir Putins Aktivitäten wird in OCCRP-Berichten mit ständig neuen Enthüllungen berichtet. Dabei wird «Osero» oft erwähnt. 2014 wurde Putin zur „Person des Jahres“ der OCCRP gewählt. Auch 2012 und 2019 war er in der engeren Auswahl.